# احمدية (مقاطعة فهرج)
احمدية (بالفارسية: احمدیه) هي قرية تقع في البلدة المركزية في إيران. يقدر عدد سكانها بـ 134 نسمة بحسب إحصاء 2016.